# 亅部
亅部為漢字索引中的部首之一，計一畫，是康熙字典214個部首中的第6個（在一畫的中為第6個）。「亅」這個筆劃名為「豎鉤」。就繁體字而言，字的主體可辨認為亅，且無其他部首時歸為亅部。在漢語簡化字中，原亅部被併入丨部，“亅”為丨部的附形部首。

## 部首單字解釋
倒掛的曲鉤。見《說文》。
𠄌：①讀ㄐㄩㄝˊ，讀書時，鉤識的符號。亅的異體字。②讀ㄓㄨㄟˋ，劍戟貌。見集韻。

## 字形

小篆像大彎鉤一樣。

### 部首字元及變形
在 Unicode和文字區的相關部首字元只有一個，就是康熙部首「⼅」（KANGXI RADICAL HOOK [U+2F05]）、文字區「亅」（CJK UNIFIED IDEOGRAPH-4E85）。

## 名稱
- 漢語：亅部（注音：ㄐㄩㄝˊ ㄅㄨˋ）、豎鈎
- 韓語：
- 日語：
- 越南語：（部亅）
- 英文：Radical Hook（鈎子部首）或 Radical 6（第六部首）

## 字例
| 部首外筆畫 | 字例 -{ |
| ---------- | ------- |
| 0          | 亅𠄌    |
| 1          | 𠄎了    |
| 2          | 亇      |
| 3          | 予㐧    |
| 5          | 争      |
| 6          | 亊𠄘    |
| 7          | 事㐨    |
| 14         | 𠄜 }-   |

- 亇：同
- ：的大陸新字形、日本新字体。「爭」原歸爪部。中國大陸不用亅部，「争」歸為刀部。
- 亊：事的簡寫。